# Agni V
Agni V est un missile balistique à moyenne portée (5 200 kilomètres) développé par l'Inde qui a été testé pour la première fois en 2012 et devrait être déployé vers 2020. Il emporte une ogive nucléaire de 40 kilotonnes d'équivalent TNT.

## Contexte
Le développement de la famille de missiles balistiques sol-sol indien Agni remonte à 1982 lorsque le gouvernement indien d'Indira Gandhi, favorable aux armes nucléaires, confie au DRDO (agence chargée du développement des matériels militaires indiens) la mission de développer le programme IGMDP (Integrated Guided Missile Program) dont l'objectif est de mettre au point les systèmes de missiles modernes nationaux (missiles antichars, antiaériens et missiles sol-sol tactiques et stratégiques). Pour les missiles balistiques conçus pour emporter une ogive nucléaire, les responsables du programme choisissent de développer en parallèle les missiles Prithvi à ergols liquides pour la courte  portée  et les missiles Agni à propergol solide pour les portées plus lointaines. Le développement des missiles Agni s'appuie largement sur le technologies mises au point pour le lanceur civil à propergol solide SLV qui effectue son premier vol réussi en 1980. Le missile Agni V à moyenne portée est la cinquième réalisation de la série des Agni. Il s'agit d'une version évoluée de l'Agni III caractérisé par l'ajout d'un troisième étage et la généralisation du composite carbone aux enveloppes des trois étages. Le premier tir du missile a lieu en 2012.

## Caractéristiques techniques
L'Agni V est un missile balistique à moyenne portée (5 200 kilomètres pour une charge utile de 1 tonne) bi-étages à propergol solide. Il est dérivé du missile Agni III mais comporte un étage supplémentaire et le matériau de l'enveloppe du second étage est du composite carbone au lieu de l'acier. Le missile est long de 17,6 mètres avec un diamètre commun à tous les étages de 2 mètres pour une masse au lancement de 52 tonnes. Le premier étage, long de 8,8 mètres, est similaire à celui de l'Agni III. Le second étage est similaire à celui de l'Agni III hormis le matériau de l'enveloppe. Le troisième étage est long d'environ 1 mètre et a une masse de 3,3 tonnes. Il  dispose d'une tuyère orientable qui contrôle son orientation. 

## Utilisation
L'Agni V est conçu pour être tiré d'une plateforme mobile routière ou ferroviaire. Sa remorque routière de 140 tonnes, longue de 30 mètres et comportant 7 essieux, est tirée par un tracteur Volvo à trois essieux. Il est encapsulé dans un container ce qui permet d'accroitre sa mobilité et réduit le délai entre l'arrêt du véhicule et le tir à  quelques minutes.  Le missile peut emporter une charge utile allant jusqu'à 1,5 tonne. Il est armé avec une ogive nucléaire de 40 kilotonnes d'équivalent TNT. Bien que des rumeurs circulent sur le développement d'une version MIRV (multi-têtes nucléaires), il n'y a aucun document officiel qui le confirme. Par ailleurs les ingénieurs n'ont pas jusqu'à présent réussi à atteindre le niveau de miniaturisation des ogives nucléaires qui permettrait au missile d'emporter plusieurs d'entre elles.  Agni V est le premier missile balistique indien ayant la capacité de frapper la capitale chinoise Pékin. Le premier test du missile a été effectué en 2012 et son déploiement opérationnel pourrait intervenir en 2020.